# Skilanglauf-Weltcup 1986/87
Der Skilanglauf-Weltcup 1986/87 war eine von der FIS organisierte Wettkampfserie. Der Weltcup begann am 10. Dezember 1986 in Ramsau und endete am 21. März 1987 in Oslo. Höhepunkt der Saison waren die Nordischen Skiweltmeisterschaften 1987 vom 12. bis 21. Februar in Oberstdorf. Die dort ausgetragenen Einzelwettbewerbe wurden auch als Weltcup-Veranstaltungen gewertet.

## Männer

### Podestplätze Männer
| Datum                                | Austragungsort | Disziplin                   | Sieger                                                              | Zweiter                                                                              | Dritter                                                                            |
| ------------------------------------ | -------------- | --------------------------- | ------------------------------------------------------------------- | ------------------------------------------------------------------------------------ | ---------------------------------------------------------------------------------- |
| 10.12.1986                           | Ramsau         | 15 km Freistil              | Gunde Svan                                                          | Kari Ristanen                                                                        | Vegard Ulvang                                                                      |
| 13.12.1986                           | Cogne          | 15 km Freistil              | Gunde Svan                                                          | Torgny Mogren                                                                        | Wladimir Smirnow                                                                   |
| 14.12.1986                           | Cogne          | 4 × 10 km Staffel Freistil  | SchwedenThomas Wassberg Thomas Eriksson Gunde Svan Torgny Mogren    | NorwegenMartin Hole Torgeir Bjørn Vegard Ulvang Tor Håkon Holte                      | SchweizJeremias Wigger Joos Ambühl Giachem Guidon Battista Bovisi                  |
| 20.12.1986                           | Davos          | 30 km klassisch             | Thomas Eriksson                                                     | Wladimir Smirnow                                                                     | Christer Majbäck                                                                   |
| 21.12.1986                           | Davos          | 4 × 10 km Staffel Freistil  | SchwedenErik Östlund Thomas Eriksson Torgny Mogren Gunde Svan       | FinnlandAri Hynninen Kari Härkönen Harri Kirvesniemi Kari Ristanen                   | Sowjetunion IIJuri Burlakow Leonid Turtchin Vassili Gorbatchov Michail Dewjatjarow |
| 10.01.1987                           | Calgary        | 15 km klassisch             | Harri Kirvesniemi                                                   | Torgny Mogren                                                                        | Christer Majbäck                                                                   |
| 11.01.1987                           | Calgary        | 4 × 10 km Staffel Freistil  | SchwedenErik Östlund Christer Majbäck Gunde Svan Torgny Mogren      | SchweizBattista Bovisi Markus König Christian Marchon Giachem Guidon                 | FinnlandJari Laukkanen Marko Mehtonen Harri Kirvesniemi Jari Räsänen               |
| 36. Nordische Skiweltmeisterschaften |                |                             |                                                                     |                                                                                      |                                                                                    |
| 12.02.1987                           | Oberstdorf     | 30 km klassisch             | Thomas Wassberg                                                     | Aki Karvonen                                                                         | Christer Majbäck                                                                   |
| 15.02.1987                           | Oberstdorf     | 15 km klassisch             | Marco Albarello                                                     | Thomas Wassberg                                                                      | Michail Dewjatjarow                                                                |
| 17.02.1987                           | Oberstdorf     | 4 × 10 km Staffel Freistil  | SchwedenErik Östlund Gunde Svan Thomas Wassberg Torgny Mogren       | SowjetunionOleksandr Batjuk Wladimir Smirnow Michail Dewjatjarow Wladimir Sachnow    | NorwegenOve Aunli Vegard Ulvang Pål Gunnar Mikkelsplass Terje Langli               |
| 19.02.1987                           | Oberstdorf     | 50 km Freistil              | Maurilio De Zolt                                                    | Thomas Wassberg                                                                      | Torgny Mogren                                                                      |
| 01.03.1987                           | Lahti          | 30 km Freistil              | Alexei Prokurorow                                                   | Torgny Mogren                                                                        | Albert Walder                                                                      |
| 07.03.1987                           | Falun          | 30 km Freistil              | Pierre Harvey                                                       | Alexei Prokurorow                                                                    | Torgny Mogren                                                                      |
| 08.03.1987                           | Falun          | 4 × 10 km Staffel klassisch | SchwedenErik Östlund Torgny Mogren Thomas Wassberg Christer Majbäck | SowjetunionOleksandr Batjuk Wladimir Sachnow Oleksandr Uschkalenko Alexei Prokurorow | NorwegenPål Gunnar Mikkelsplass Vegard Ulvang Ove Aunli Terje Langli               |
| 14.03.1987                           | Kawgolowo      | 15 km klassisch             | Torgny Mogren                                                       | Vegard Ulvang                                                                        | Pål Gunnar Mikkelsplass                                                            |
| 19.03.1987                           | Oslo           | 4 × 10 km Staffel klassisch | SchwedenJan Ottosson Thomas Wassberg Torgny Mogren Thomas Eriksson  | FinnlandJari Laukkanen Harri Kirvesniemi Kari Ristanen Aki Karvonen                  | ItalienMaurilio De Zolt Giorgio Vanzetta Marco Albarello Giuseppe Puliè            |
| 21.03.1987                           | Oslo           | 50 km klassisch             | Thomas Wassberg                                                     | Per Knut Aaland                                                                      | Thomas Eriksson                                                                    |

### Weltcupstände Männer
| Rang | Name                    | Punkte |
| ---- | ----------------------- | ------ |
| 1.   | Torgny Mogren           | 115    |
| 2.   | Thomas Wassberg         | 98     |
| 3.   | Gunde Svan              | 83     |
| 4.   | Vegard Ulvang           | 74     |
| 5.   | Wladimir Smirnow        | 64     |
| 6.   | Alexei Prokurorow       | 62     |
| 7.   | Pierre Harvey           | 60     |
| 8.   | Thomas Eriksson         | 59     |
| 9.   | Harri Kirvesniemi       | 57     |
| 10.  | Kari Ristanen           | 48     |
| 11.  | Christer Majbäck        | 45     |
| 12.  | Andy Grünenfelder       | 42     |
| 13.  | Wladimir Sachnow        | 41     |
| 14.  | Oleksandr Batjuk        | 36     |
| 14.  | Albert Walder           | 36     |
| 16.  | Pål Gunnar Mikkelsplass | 35     |
| 17.  | Michail Dewjatjarow     | 33     |
| 18.  | Per Knut Aaland         | 28     |

| Rang | Name                  | Punkte |
| ---- | --------------------- | ------ |
| 18.  | Uwe Bellmann          | 28     |
| 18.  | Giorgio Vanzetta      | 28     |
| 21.  | Marco Albarello       | 27     |
| 21.  | Maurilio De Zolt      | 27     |
| 21.  | Jari Laukkanen        | 27     |
| 24.  | Martin Hole           | 26     |
| 25.  | Aki Karvonen          | 21     |
| 26.  | Jan Ottosson          | 19     |
| 27.  | Ove Aunli             | 18     |
| 27.  | Erling Jevne          | 18     |
| 27.  | Terje Langli          | 18     |
| 30.  | Gianfranco Polvara    | 16     |
| 31.  | Oleksandr Uschkalenko | 15     |
| 32.  | Giachem Guidon        | 14     |
| 33.  | Sturla Brørs          | 13     |
| 33.  | Benny Kohlberg        | 13     |
| 35.  | Pavel Benc            | 12     |
| 35.  | Sven-Erik Danielsson  | 12     |

| Rang | Name               | Punkte |
| ---- | ------------------ | ------ |
| 35.  | Lars Håland        | 12     |
| 38.  | Tor Håkon Holte    | 11     |
| 39.  | Ladislav Švanda    | 10     |
| 40.  | Juri Burlakow      | 9      |
| 40.  | Alfred Runggaldier | 9      |
| 40.  | Ingmar Sömskar     | 9      |
| 43.  | Patrizio Deola     | 8      |
| 44.  | Nikolaj Gerasimov  | 5      |
| 44.  | Andrei Sergeiew    | 5      |
| 46.  | Erik Östlund       | 4      |
| 47.  | Arild Monsen       | 3      |
| 47.  | Wladimir Nikitin   | 3      |
| 47.  | Leonid Turtchin    | 3      |
| 50.  | Holger Bauroth     | 1      |
| 50.  | Torgeir Bjørn      | 1      |
| 50.  | Markus Fähndrich   | 1      |
| 50.  | Geir Holte         | 1      |
| 50.  | Christian Marchon  | 1      |

## Frauen

### Podestplätze Frauen
| Datum                                | Austragungsort | Disziplin                  | Sieger                                                                                 | Zweiter                                                                               | Dritter                                                                           |
| ------------------------------------ | -------------- | -------------------------- | -------------------------------------------------------------------------------------- | ------------------------------------------------------------------------------------- | --------------------------------------------------------------------------------- |
| 10.12.1986                           | Ramsau         | 10 km Freistil             | Marianne Dahlmo                                                                        | Natalia Furlatowa                                                                     | Susann Kuhfittig                                                                  |
| 13.12.1986                           | Val di Sole    | 5 km klassisch             | Brit Pettersen                                                                         | Marie Johansson                                                                       | Grete Ingeborg Nykkelmo                                                           |
| 14.12.1986                           | Val di Sole    | 4 × 5 km Staffel klassisch | NorwegenMarianne Dahlmo Grete Ingeborg Nykkelmo Britt Pettersen Berit Aunli            | Sowjetunion IAntonina Ordina Nina Gawriljuk Nina Korolewa Anfissa Anatoljewna Reszowa | Sowjetunion IILjubow Jegorowa Nadeschda Burlakowa Vida Vencienė Natalia Furlatova |
| 20.12.1986                           | Cogne          | 20 km Freistil             | Grete Ingeborg Nykkelmo                                                                | Marianne Dahlmo                                                                       | Karin Thomas                                                                      |
| 20.12.1986                           | Cogne          | 4 × 5 km Staffel Freistil  | NorwegenGrete Ingeborg Nykkelmo Marit Elveos Anne Jahren Anette Bøe                    | TschechoslowakeiAnna Janoušková Alžběta Havrančíková Viera Klimková Marcela Jebavá    | SchwedenMarie Johansson Karin Lamberg-Skog Anna-Lena Fritzon Marie-Helene Westin  |
| 10.01.1987                           | Calgary        | 10 km klassisch            | Evi Kratzer                                                                            | Annika Dahlman                                                                        | Angela Schmidt-Foster                                                             |
| 11.01.1987                           | Calgary        | 4 × 5 km Staffel Freistil  | SchwedenIng Marie Carlström Catrin Larsson Annika Dahlman Marie-Helene Westin          | KanadaAngela Schmidt-Foster Carol Gibson Jean McAllister Marie-Andrée Masson          | SchweizMargrit Ruhstaller Gaby Zurbrügg Marianne Irniger Evi Kratzer              |
| 36. Nordische Skiweltmeisterschaften |                |                            |                                                                                        |                                                                                       |                                                                                   |
| 12.02.1987                           | Oberstdorf     | 10 km klassisch            | Anne Jahren                                                                            | Marjo Matikainen                                                                      | Brit Pettersen                                                                    |
| 16.02.987                            | Oberstdorf     | 5 km klassisch             | Marjo Matikainen                                                                       | Anfissa Reszowa                                                                       | Evi Kratzer                                                                       |
| 17.02.1987                           | Oberstdorf     | 4 × 5 km Staffel Freistil  | SowjetunionAntonina Ordina Nina Gawriljuk Larissa Ptizyna Anfissa Reszowa              | NorwegenMarianne Dahlmo Nina Skeime Anne Jahren Anette Bøe                            | SchwedenMagdalena Wallin Karin Lamberg-Skog Annika Dahlman Marie-Helene Westin    |
| 20.02.1987                           | Oberstdorf     | 20 km Freistil             | Marie-Helene Westin                                                                    | Anfissa Reszowa                                                                       | Larissa Lazutina                                                                  |
| 28.02.1987                           | Lahti          | 5 km Freistil              | Marjo Matikainen                                                                       | Anfissa Reszowa                                                                       | Antonina Ordina                                                                   |
| 01.03.1987                           | Lahti          | 4 × 5 km Staffel           | SowjetunionAntonina Ordina Larissa Lazutina Jelena Välbe Anfissa Reszowa               | NorwegenBrit Pettersen Anne Jahren Nina Skeime Marianne Dahlmo                        | FinnlandTuulikki Pyykkönen Pirkko Määttä Jaana Savolainen Marjo Matikainen        |
| 07.03.1987                           | Falun          | 30 km Freistil             | Anette Bøe                                                                             | Marjo Matikainen                                                                      | Marianne Dahlmo                                                                   |
| 15.03.1987                           | Kawgolowo      | 10 km klassisch            | Marjo Matikainen                                                                       | Anfissa Reszowa                                                                       | Marie-Helene Westin                                                               |
| 19.03.1987                           | Oslo           | 4 × 5 km Staffel klassisch | Norwegen ITrude Dybendahl Brit Pettersen Inger Helene Nybråten Grete Ingeborg Nykkelmo | FinnlandEija Hyytiäinen Marjo Matikainen Pirkko Määttä Tuulikki Pyykkönen             | Norwegen IIMarianne Dahlmo Anette Bøe Nina Skeime Anne Jahren                     |
| 21.03.1987                           | Oslo           | 20 km klassisch            | Brit Pettersen                                                                         | Raissa Smetanina                                                                      | Anne Jahren                                                                       |

### Weltcupstände Frauen
| Rang | Name                    | Punkte |
| ---- | ----------------------- | ------ |
| 1.   | Marjo Matikainen        | 127    |
| 2.   | Anfissa Reszowa         | 97     |
| 3.   | Marianne Dahlmo         | 95     |
| 4.   | Marie-Helene Westin     | 85     |
| 5.   | Brit Pettersen          | 75     |
| 6.   | Anette Bøe              | 61     |
| 7.   | Evi Kratzer             | 60     |
| 8.   | Anne Jahren             | 59     |
| 9.   | Grete Ingeborg Nykkelmo | 53     |
| 10.  | Raissa Smetanina        | 51     |
| 11.  | Antonina Ordina         | 50     |
| 12.  | Pirkko Määttä           | 49     |
| 13.  | Larissa Lasutina        | 46     |
| 14.  | Karin Thomas            | 35     |
| 15.  | Annika Dahlman          | 34     |
| 16.  | Nina Skeime             | 33     |
| 17.  | Marie Johansson         | 26     |
| 18.  | Nina Korolewa           | 21     |
| 18.  | Susann Kuhfittig        | 21     |
| 20.  | Guidina Dal Sasso       | 20     |

| Rang | Name                  | Punkte |
| ---- | --------------------- | ------ |
| 20.  | Natalia Furlatowa     | 20     |
| 20.  | Angela Schmidt-Foster | 20     |
| 23.  | Jelena Välbe          | 19     |
| 24.  | Christine Brügger     | 18     |
| 24.  | Marcela Jebavá        | 18     |
| 26.  | Gaby Nestler          | 17     |
| 27.  | Swetlana Nageikina    | 16     |
| 28.  | Nina Gawriljuk        | 13     |
| 28.  | Eija Hyytiäinen       | 13     |
| 30.  | Simone Greiner Petter | 11     |
| 30.  | Irina Sharkova        | 11     |
| 32.  | Trude Dybendahl       | 10     |
| 32.  | Cornelia Sulzer       | 10     |
| 34.  | Marit Elveos          | 9      |
| 34.  | Alžbeta Havrančíková  | 9      |
| 34.  | Merete Henninen       | 9      |
| 37.  | Ing Marie Carlström   | 8      |
| 37.  | Bice Vanzetta         | 8      |
| 39.  | Simone Opitz          | 7      |
| 39.  | Vida Vencienė         | 7      |

| Rang | Name                   | Punkte |
| ---- | ---------------------- | ------ |
| 41.  | Tatjana Bondarewa      | 6      |
| 41.  | Viera Klimková         | 6      |
| 41.  | Berit Aunli            | 6      |
| 41.  | Elina Tamminen         | 6      |
| 45.  | Tuula Erkkilä          | 5      |
| 46.  | Karin Lamberg-Skog     | 4      |
| 46.  | Tuulikki Pyykkönen     | 4      |
| 46.  | Sirpa Riikola          | 4      |
| 49.  | Manuela Di Centa       | 3      |
| 49.  | Svetlana Kamotskaya    | 3      |
| 49.  | Anita Moen             | 3      |
| 52.  | Silke Braun-Schwager   | 2      |
| 52.  | Nadeschda Burlakowa    | 2      |
| 52.  | Marie-Andrée Masson    | 2      |
| 52.  | Nina Østvold           | 2      |
| 56.  | Eva-Lena Karlsson      | 1      |
| 56.  | Catrin Larsson         | 1      |
| 56.  | Tamara Markaschanskaja | 1      |
| 56.  | Paola Pozzoni          | 1      |
| 56.  | Jaana Savolainen       | 1      |